# Bustrofedon
Bustrofedon (oldgræsk βουστροφηδόν) er en oldgammel måde at skrive på. Bustrofedon betyder at man fortløbende skriver tekstlinjer i vekslende retninger – bogstaveligt, som en okse drejer fra fure til fure – slangeformet ligesom nogle norrøne runesten.
Nogle steder i middelalderen og jernalderen blev også firkantede træstave beskrevet på bustrofedonmåden.